# Borough Station
Borough Station er en London Underground-station i The Borough-området i bydellen Southwark. Den er på Northern lines Bank-gren mellem Elephant & Castle og London Bridge Stationer. Den ligger i takstzone 1.
Stationsindgangen er i Borough High Street, på hjørnet med Marshalsea Road.

## Historie
Stationen blev åbnet den 18. december 1890 som del af den første dybtliggende borede jernbane, City and South London Railway (C&SLR), og blev ombygget i 1920'erne, hvor tunnelerne blev forstørret.
Selvom kun små dele af den oprindelige overfladebygning resterer ved Borough, havde den oprindeligt stor lighed med Kennington Station. Disse ligheder gik igen i layoutet under jorden, selvom det her er Kennington, der ikke længere har det oprindelige design. Borough Station har trinfri adgang til den nordgående perron fra elevatorer, hvilket gør denne perron tilgængelig for personer med mobilitetsbegrænsninger. Den sydgående perron er en etage længere nede og har kun adgang gennem smalle trapper. De oprindelige arkitektoniske detaljer her er blevet tilsløret af moderne stationsinfrastruktur, men det oprindelige udseende vil være sammenlignelig med det, der stadig er synligt på den sydgående perron på Kennington.
Borough er den nordligste af de oprindelige C&SLR-stationer. Nord herfor fulgte jernbanen oprindeligt en anden rute end den nuværende, hvor tunnelerne førte til den oprindelige endestation i King William Street. Denne rute blev forladt i 1900, da nye tunneler i en anden linjeføring til London Bridge og Moorgate åbnede. Ikke desto mindre passerer de oprindelige tunneler tæt nok forbi London Bridge Station, hvor de stadig kan ses gennem en udluftningsskakt, umiddelbart over den midten af den nuværende sydgående perron.
I løbet af 2. verdenskrig blev dele af de ubenyttede tunneler mellem Borough og sydsiden af Themsen lavet til en stor offentlig beskyttelseskælder af Southwark Bydelsråd. Kælderen havde seks indgange langs Borough High Street og åbnede den 24. juni 1940 og lukkede den 7. maj 1945. En tavle på muren beretter dette.

## Transportforbindelser
London buslinjer 21, 35, 40, 133, 343, C10 og natlinjer N21 N35, N133 og N343.